# Ostropestřec mariánský
Ostropestřec mariánský (Silybum marianum) je jednoletá nebo dvouletá bylina z čeledi hvězdnicovité (Asteraceae). Pokud je dvouletá, vypučí na jaře trsem bodlinatých listů s výraznými bílými žilkami. Koncem června se na asi 1 m dlouhých lodyhách objevují purpurově červená květenství. Na konci léta se z květů vyvinou plody, které se pak sklízí. Název souvisí se starou legendou, podle níž vznikly bílé skvrny na lístcích z mléka Panny Marie.

## Popis
Ostropestřec mariánský je obvykle 60 až 150 cm vysoká bylina s kůlovitým kořenem a chudě větvenou lodyhou. Rostliny jsou pavučinatě vlnaté a pokryté roztroušenými přisedlými žlázkami. Lodyha je plná, zaobleně hranatá, s bílou dření. Listy v přízemní růžici jsou až 40 cm dlouhé, tvarem i barvou podobné lodyžním. Dolní lodyžní listy jsou přisedlé, horní poloobjímavé, obvejčité až kopinaté, peřenolaločné až peřenoklané s úkrojky na okraji nepravidelně ostnitými, na líci lesklé. Žilky na líci listů jsou lemovány bílými skvrnami.
Úbory jsou velké, jednotlivé, dlouze stopkaté, 3 až 7 cm široké. Zákrov je tvořen okrouhle obvejčitými, na okraji nepravidelně ostnitě zubatými listeny. Ostny jsou slámově žluté, až 7 mm dlouhé. Květy jsou purpurově červené až fialové, s dlouhou bílou korunní trubkou, asi 3,5 až 4 cm dlouhé. Nažky jsou asi 7 až 8 mm dlouhé a 3 až 5,4 mm široké, smáčklé, světle hnědé a tmavohnědě čárkovitě žíhané, lesklé, na vrcholu s úzkým slámově žlutým lemem a snadno opadavým chmýrem.

## Výskyt
Ostropestřec mariánský je původní ve Středomoří, v Malé a Přední Asii a na Kanárských ostrovech. Ve střední Evropě roste pouze jako zdomácnělý.

## Využití
Vědeckými studiemi nebyly prokázány léčivé účinky ostropestřce, přičemž může způsobovat žaludeční nevolnosti a alergické reakce. Z plodů ostropestřce se může vařit čaj. Důležité je, aby plody byly roztlučené. Tím se umožní vyluhování látek. Lepší je plody roztlučeného ostropestřce konzumovat za studena, jelikož látky se zalitím horkou vodou či varem z velké části zničí.[zdroj⁠?!] Je také například možné si drcená semena přidat do jogurtu, džusu a pod. Protože se silymarin velmi špatně vyluhuje do vody, používají se přípravky se standardizovaným obsahem silymarinu. Používají se jako prevence před ztučněním jater a při zdravotních potížích vzniklých následkem zánětu jater. V homeopatii se předepisuje při stejných neduzích a vedle toho ještě na zlepšení funkce žlučníku, proti žlučovým kamenům a při depresích.[zdroj?]

## Galerie

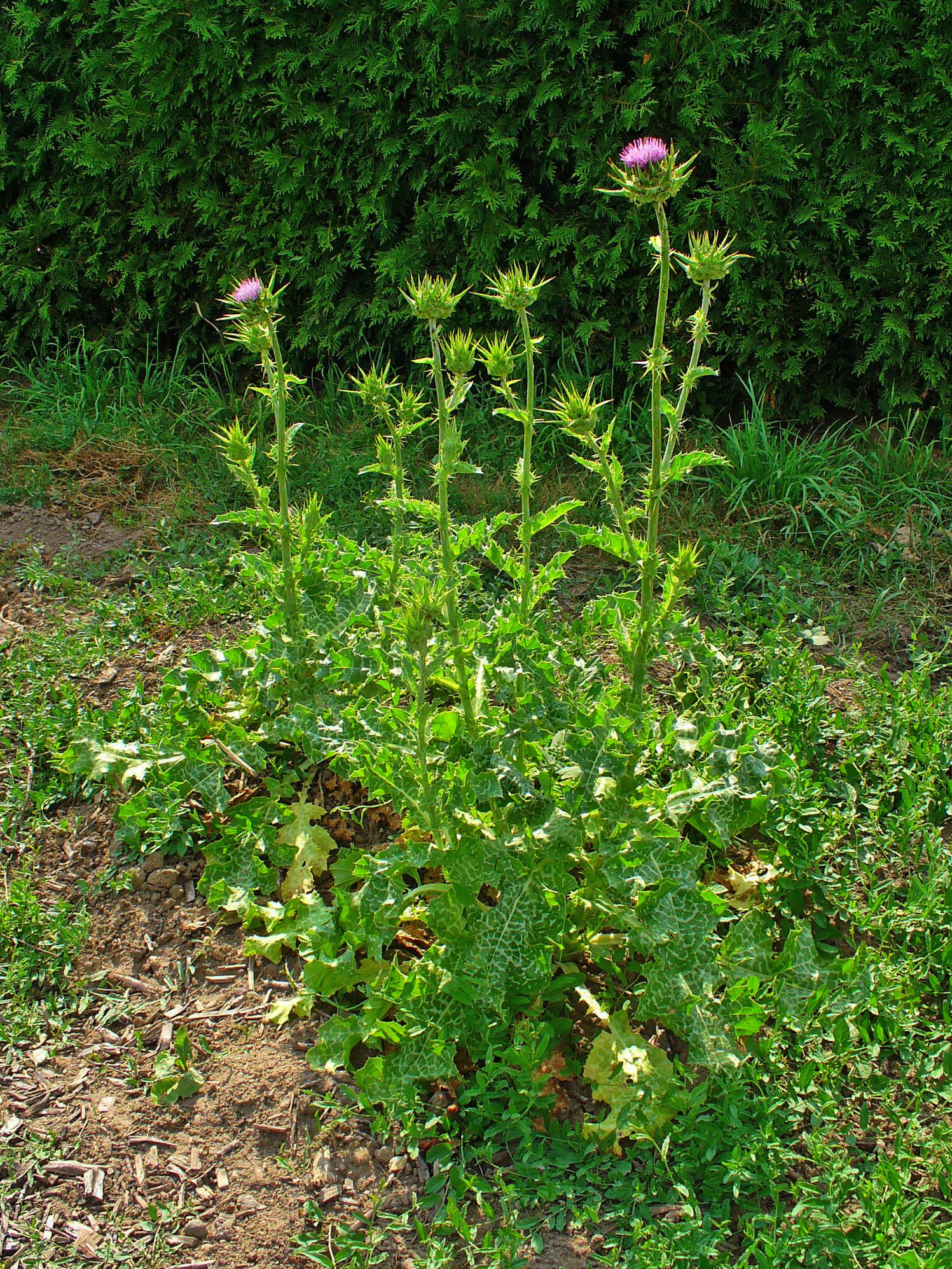
Kvetoucí rostliny ostropestřce
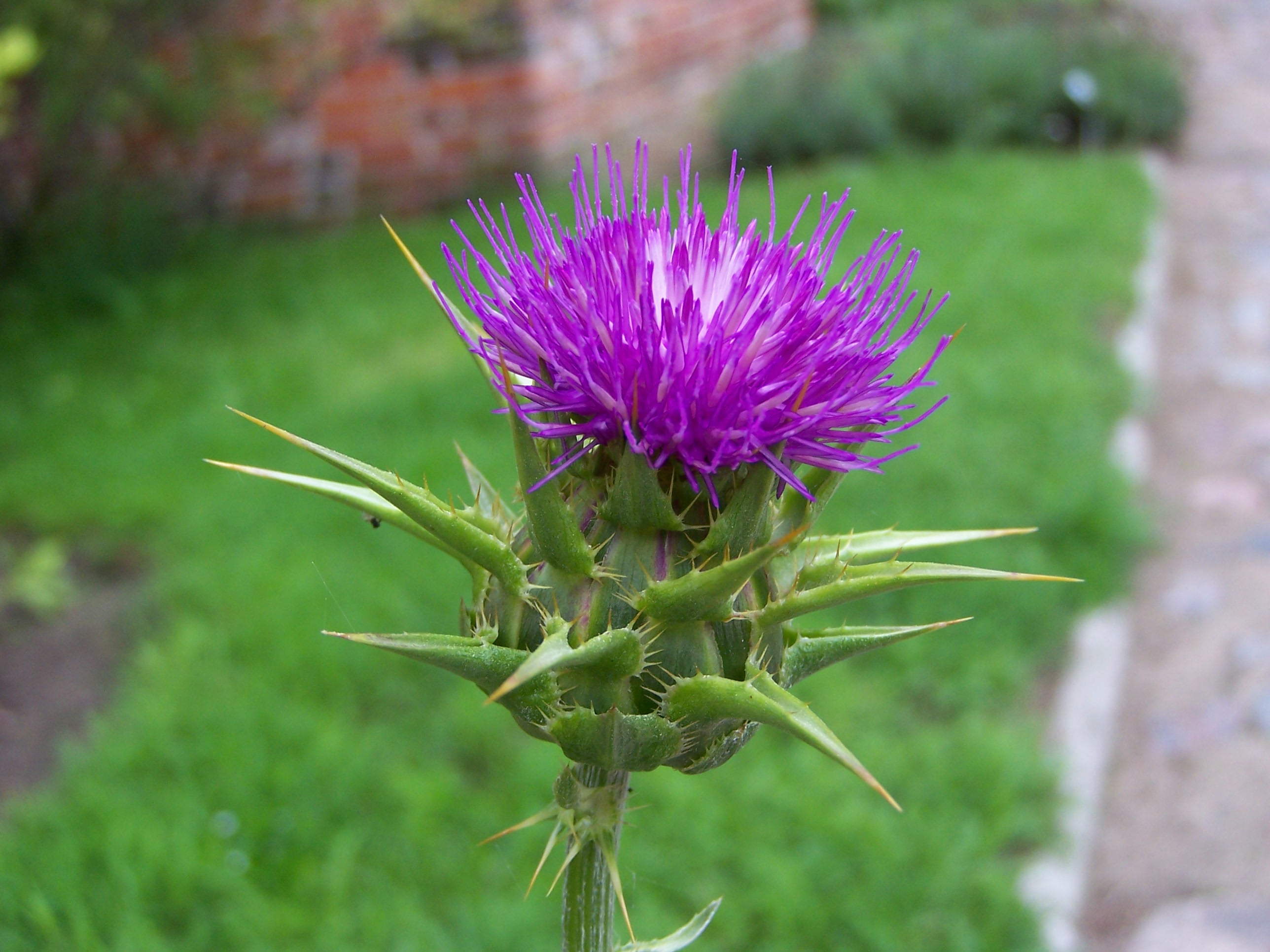
Úbor ostropestřce
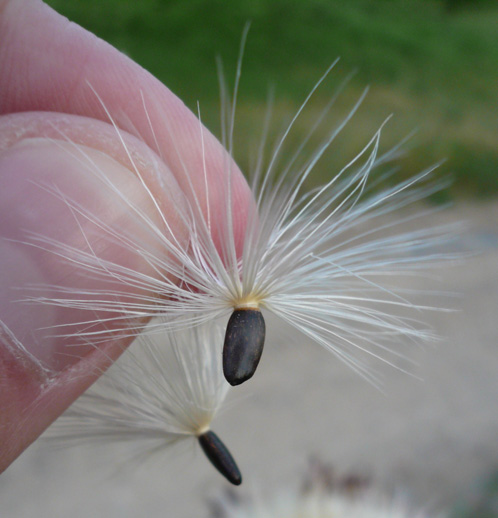
Nažka s chmýrem
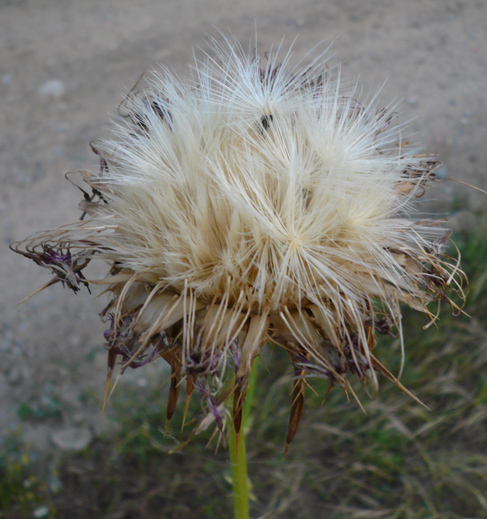
Zralé plodenství